# Fonofobie
Fonofobie (van het Grieks: φωνή phōné = geluid, φόβος phóbos = vrees), ook wel ligyrofobie (Grieks: λιγυρός ligurós = helder/schel (van geluid)) genoemd, is overgevoeligheid of angst voor (luid) geluid of stemmen. Fonofobie wordt ook in de betekenis van spraakvrees of glossofobie gebruikt.
Fonofobie treedt, soms samen met fotofobie, ook op bij migrainepatiënten. De prikkeling van de hersenen met geluidsimpulsen kan door lijders aan fonofobie ervaren worden als pijn.
Fonofobie kan gerelateerd zijn, veroorzaakt worden of verward worden met hyperacusis, een extreme gevoeligheid voor harde geluiden.